# Abramovka
L'Abramovka (in russo Абрамовка?, fino al 1972 Čicheza) è un fiume dell'Estremo oriente russo, tributario di sinistra dell'Ilistaja. Scorre nei rajon Michajlovskij, Chorol'skij e Černigovskij del Territorio del Litorale. 
Ha origine 1 km a nord-ovest del villaggio di Priluki ai piedi di un crinale collinare che funge da spartiacque del fiume Mel'gunovka, scorre in direzione sud-est e sfocia nel fiume Ilistaja sulla sinistra a 95 km dalla sua foce. La lunghezza del fiume è di 102 km. Il bacino idrografico è di 1 610 km². La larghezza media del fiume è di 10 m, e arriva al massimo a 42 m. La profondità varia da 0,8 a 4 m. Il fiume gela dalla prima decade di novembre all'inizio di aprile.